# Ichizō Nakata
Ichizō Nakata (jap. 中田 一三 Nakata Ichizō; ur. 19 kwietnia 1973) – japoński piłkarz występujący na pozycji obrońcy.

## Kariera klubowa
Od 1992 do 2004 roku występował w klubach Yokohama Flügels, Avispa Fukuoka, Oita Trinita, JEF United Ichihara, Vegalta Sendai i Ventforet Kofu.